# Brandon McKinney (nose tackle)
Brandon McKinney (Dayton, 24 agosto 1983) è un ex giocatore di football americano statunitense che ha giocato come nose tackle.
Dopo aver giocato per la squadra universitaria dei Michigan State Spartans ha firmato nel 2006 con i San Diego Chargers. Nel 2008 è passato ai Baltimore Ravens e nel 2012 agli Indianapolis Colts.